# Paul Preyer
Paul Preyer (* 24. März 1847 in Düsseldorf; † 18. Dezember 1931 ebenda) war ein deutscher Maler.

## Leben
Der Sohn von Johann Wilhelm Preyer und dessen Ehefrau Emilie, geborene Lachenwitz, zwei Jahre älter als seine Schwester Emilie, schlug wie diese eine künstlerische Laufbahn ein und erhielt erste Anregung und Unterweisung zunächst beim Vater. 1863, als Sechzehnjähriger, schrieb er sich an der Düsseldorfer Kunstakademie ein, der Eduard Bendemann als Direktor vorstand. Nach der Vorbereitungszeit in der Antikenklasse wechselte er in die Malklasse von Karl Ferdinand Sohn, bei dem er die maltechnischen und künstlerischen Grundlagen erlernte. Nachdem Sohn 1863 sein Lehramt niedergelegt hatte, wechselte er in das Privatatelier von dessen Neffen, Wilhelm Sohn. Im November 1867 bezog er ein eigenes Atelier in Düsseldorf, das sein Vater für ihn angemietet hatte.
Von 1873 bis 1931 war Paul Preyer Mitglied des Künstlervereins Malkasten und 1894 in dessen Vorstand. Das Malkasten-Archiv verwahrt eine Karikatur, gezeichnet von Hans Kohlschein.
1883 heiratete Paul Preyer Elise von Beauvais aus Düsseldorf (1864–1943); Sohn Willy war – wie zuvor gelegentlich auch der Vater – überwiegend als Restaurator in Düsseldorf tätig. Paul Preyer starb im Alter von 84 Jahren und wurde auf dem Düsseldorfer Nordfriedhof beigesetzt.
1864 trat Paul Preyer erstmals mit einem Porträt an die Öffentlichkeit und fand wohlwollende Aufmerksamkeit: „Das Porträt ist schön gezeichnet und mit vielem Talente gemalt und es verheißt dem recht begabten jungen Manne eine glückliche Zukunft.“ In der Folge stellte Paul Preyer weitere Porträts aus, darunter das seines Vaters an der Staffelei, das des Kupferstechers Rudolf Stang, eines Freundes der Familie, und ein weiteres des seinerzeit berühmten belgischen Komponisten und Cellisten Jules De Swert, der 1865 bis 1868 als Konzertmeister in Düsseldorf tätig war. Für kurze Zeit widmete sich der Künstler auch dem Thema Stillleben: Unter dem Einfluss Wilhelm Sohns wandte er sich figürlichen Kompositionen zu, die mit Detailtreue der Kostüme in Interieurs des niederländischen Barock und des Empires eingesetzt wurden. Zu ihnen gehörten Gemälde mit Titeln wie Dame auf der Terrasse einen Brief lesend, Vornehme junge Dame in einem Schlossinterieur, Der Sänger zur Laute, Ein Juwelenhändler oder Am Geburtstagsmorgen, mit denen er auf zahlreichen Ausstellungen – unter anderem in Berlin, Bremen, Dresden, Düsseldorf, Hannover und München – vertreten war und Käufer im In- und Ausland fand.

## Werkauswahl

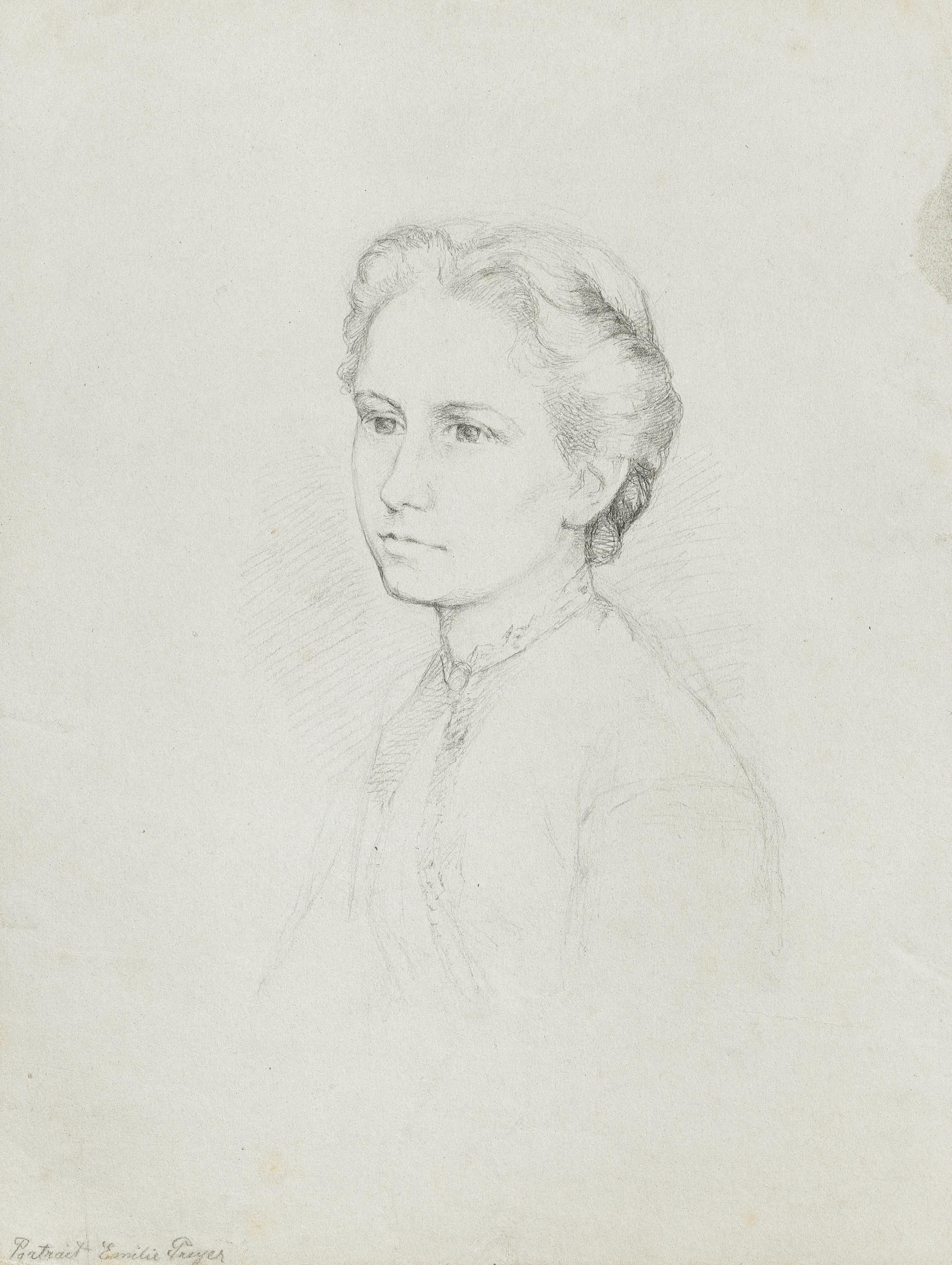
Porträt der Emilie Preyer, 1866/1867

- Johann Wilhelm Preyer schlafend, Zeichnung 1863
- Porträt der Emilie Preyer, Zeichnung 1866/1867
- Naturstudie, 1867, Öl auf Pappe, auf Holz aufgelegt, 19 × 19 cm (Kunsthandel)
- Gartenlaube, 1870, Öl auf Pappe, auf Holz aufgelegt, 32 × 37,5 cm, bezeichnet: „P.PREYER. Sept. 1870“, Wuppertal, Von der Heydt-Museum
- Johann Wilhelm Preyer an der Staffelei, 1872, Auftrag des New Yorker Kunsthändlers Samuel Putnam Avery, 1873 versteigert[2]
- Die Vorleserin – Zwei Damen und ein Herr auf dem Balkon, 1876, Öl auf Papier, auf Leinwand aufgezogen, 23 × 30 cm (Kunsthandel)
- Der Schuljunge, 1891, Öl auf Leinwand, 54,5 × 44,5 cm (Kunsthandel)
- Damenbildnis mit Katze, um 1900, Öl auf Leinwand, 58 × 46 cm (Kunsthandel)
- Kleiner Soldat mit Pudel, Rosenheim, Städt. Kunstsammlung, Max Bram-Stiftung
- Stillleben mit Früchten und Römer auf weißer Tischdecke, Öl auf Leinwand, 24 × 11,5 cm, bezeichnet „P.PREYER“, Abb.: Lexikon der Düsseldorfer Malerschule, Band 3
- Stillleben mit Chiantiflasche und gefülltem Weinglas, Öl auf Leinwand, 45,5 × 36,5 cm (Kunsthandel)